# Aleksandra Ivanović (Leichtathletin)
Aleksandra Ivanović (serbisch-kyrillisch Александра Ивановић, * 2. Juli 1995) ist eine serbische Leichtathletin, die sich auf den Hammerwurf spezialisiert hat.

## Sportliche Laufbahn
Erste Erfahrungen bei internationalen Meisterschaften sammelte Aleksandra Ivanović im Jahr 2017, als sie bei den U23-Europameisterschaften in Bydgoszcz mit einer Weite von 54,28 m in der Qualifikationsrunde ausschied. Im Jahr darauf brachte sie bei den Balkan-Meisterschaften in Stara Sagora keinen gültigen Versuch zustande und 2021 wurde sie bei den Balkan-Meisterschaften in Smederevo mit 56,54 m Siebte. Im Jahr darauf belegte sie dann bei den Balkan-Meisterschaften in Craiova mit 62,31 m den sechsten Platz. 2023 wurde sie bei der 2. Liga der Team-Europameisterschaft im Rahmen der Europaspiele in Chorzów mit 58,08 m Elfte, ehe sie bei den Balkan-Meisterschaften in Kraljevo mit 58,22 m den sechsten Platz belegte. 
In den Jahren 2017 und 2018 sowie von 2020 bis 2023 wurde Ivanović serbische Meisterin im Hammerwurf.